# Niesenbahn

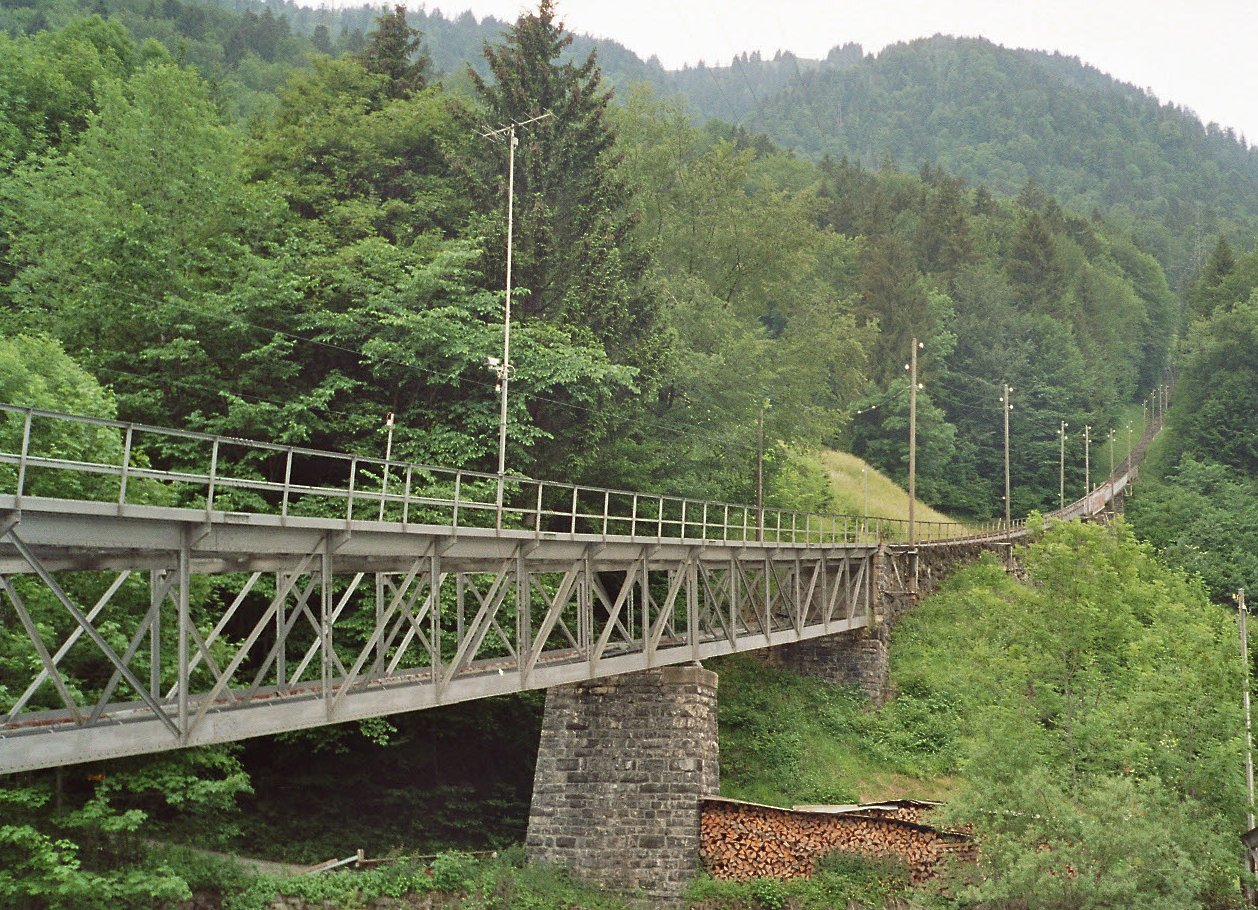
Brug van de Niesenbahn bij het dalstation

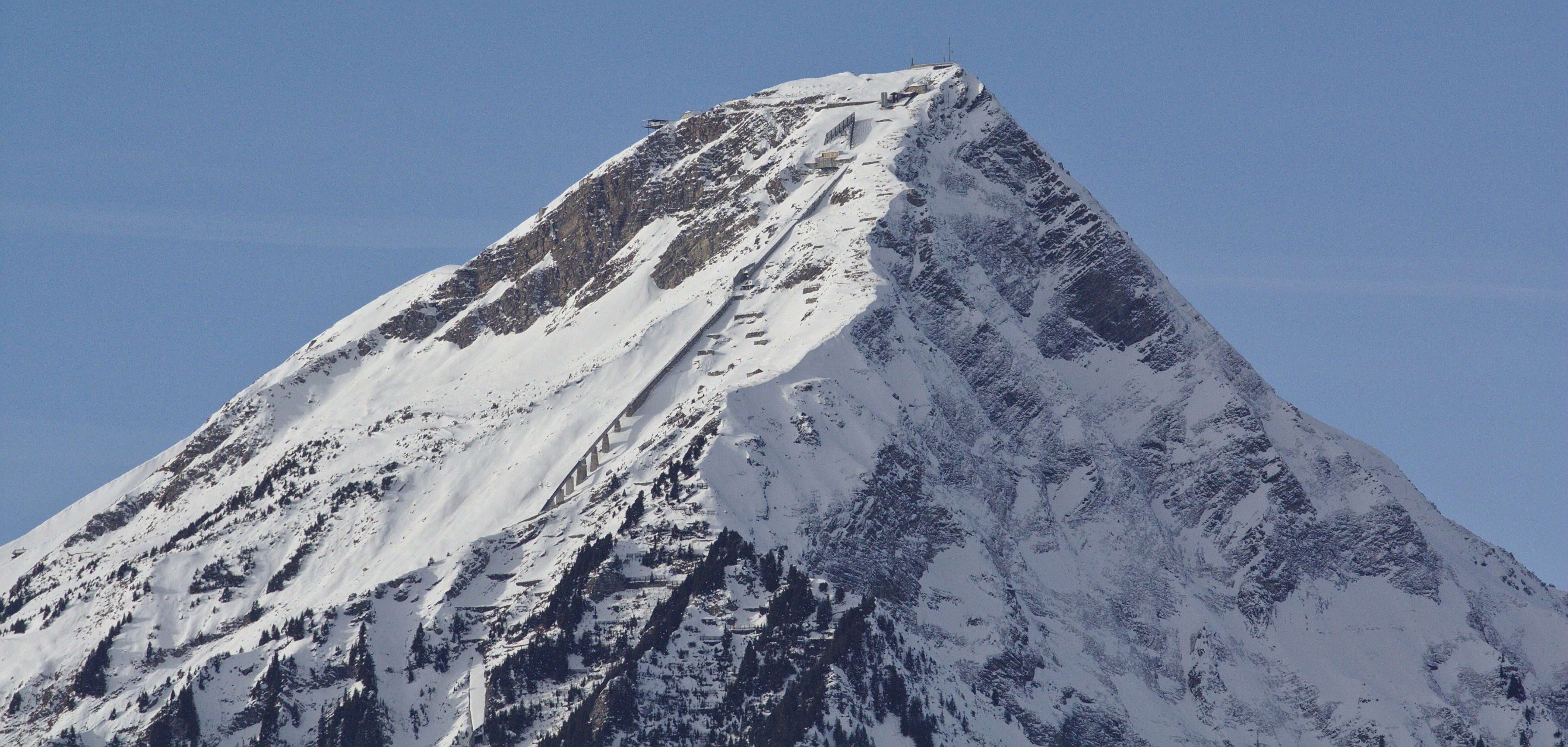
Niesenbahntrajct vanuit de verte in de winter

De Niesenbahn (NB) is een Kabelspoorweg in het Berner Oberland in Zwitserland. Hij rijdt van Mülenen omhoog naar de Niesen, een geliefde uitzichtsberg aan de Thunersee.
De Niesenbahn is een van de langste kabelspoorwegen van Europa. Het dalstation bevindt zich direct tegenover het station van de BLS op 694 m hoogte. Het traject is vanwege de lengte in twee secties verdeeld. De eerste sectie van 2112 m  heeft een maximale helling van 66 % en loopt naar het op 1669 m hoogte gelegen tussenstation Schwandegg.
Vandaar gaat de tweede sectie over 1388 m lengte met een maximale helling van 68 % naar het bergstation Niesen Kulm op 2336 m hoogte.

## Voor de bouw van de Niesenbahn
In 1856 werd een eerste hotel op Niesen Kulm gebouwd, toen het bergwandelen als een plezierige tijdsbesteding werd ervaren. De gasten bestegen de Niesen te voet. Welgestelden lieten zich door paarden en muildieren, en op draagstoelen die door vier mannen gedragen werden, op de berg brengen. De componist Johannes Brahms besteeg de Niesen in 1886. Hij werd niet blij van deze urenlange inspanning.

## Bouw van de Niesenbahn
Het eerste project van een baan op de Niesen voorzag in een tandradbaan vanaf Wimmis. In 1902 kreeg de bouwheer Johann Frutiger van Oberhofen (Frutiger AG) een concessie voor de bouw en exploitatie van een kabelspoorweg van Mülenen naar de Niesen. Op 12 oktober 1904 werd een initiatiefcomité gevormd dat de beschikking had over een kapitaal van 1'008'500.00 SFr., dat door uitgifte van aandelen bij elkaar was gebracht. De bouwwerkzaamheden begonnen op 26 augustus 1906. De eerste sectie Mülenen – Schwandegg werd in 1908 voltooid. Op 8 juni 1910 was ook de tweede traject tot op de Niesen berijdbaar. In 1909 werkten tot 350 personen aan de baan. De bouwsom bedroeg uiteindelijk 1'755'000.00 SFr.
Bij de bouw van de installaties waren onder andere de firma's Von Roll en Albert Buss & Cie. betrokken. De maximale snelheid per traject 2,9 m/s en 2,0 m/s = 10,4 en 7,2 km/u met een Capaciteit van 240 personen/uur. De Spoorbreedte bedraagt 1 m. De lengte van de wagens is 7,6 meter. De fabrikant wagens is Von Roll (1910), de carrosserie is van Gangloff (1949). 
In 1997 zijn er aanzienlijke verbouwingen uitgevoerd.

## Langste trap van de wereld
De trap langs het spoor heeft 11'674 treden en is volgens het Guinness Book of Records de langste trap van de Wereld. De trap is echter niet openbaar toegankelijk. Één keer per jaar vindt de Niesen-Treppenlauf plaats. Emmanuel Vaudan liep in 2011 de trap op in 55 minuten en 55,70 seconden en is daarmee recordhouder. Het record bij de vrouwen stamt uit het jaar 2005. Agnes Zellweger had er 1:07:07 voor nodig. Ter vergelijking: de wandeltijd vanaf Mülenen is ongeveer vijf uur over de zigzaggende paden in een normaal, maar doorgaand tempo.

## Postzegel ter ere van het 100-jarig bestaan
De Zwitserse post heeft de Niesenbahn in 2010 met een postzegel gewaardeerd. De zegel met een waarde van 85 Rappen laat de baan zien met het Berner Oberlander bergpanorama en met een lijntekening is het trajectverloop aangegeven.